# Líderes en minutos jugados de la NBA

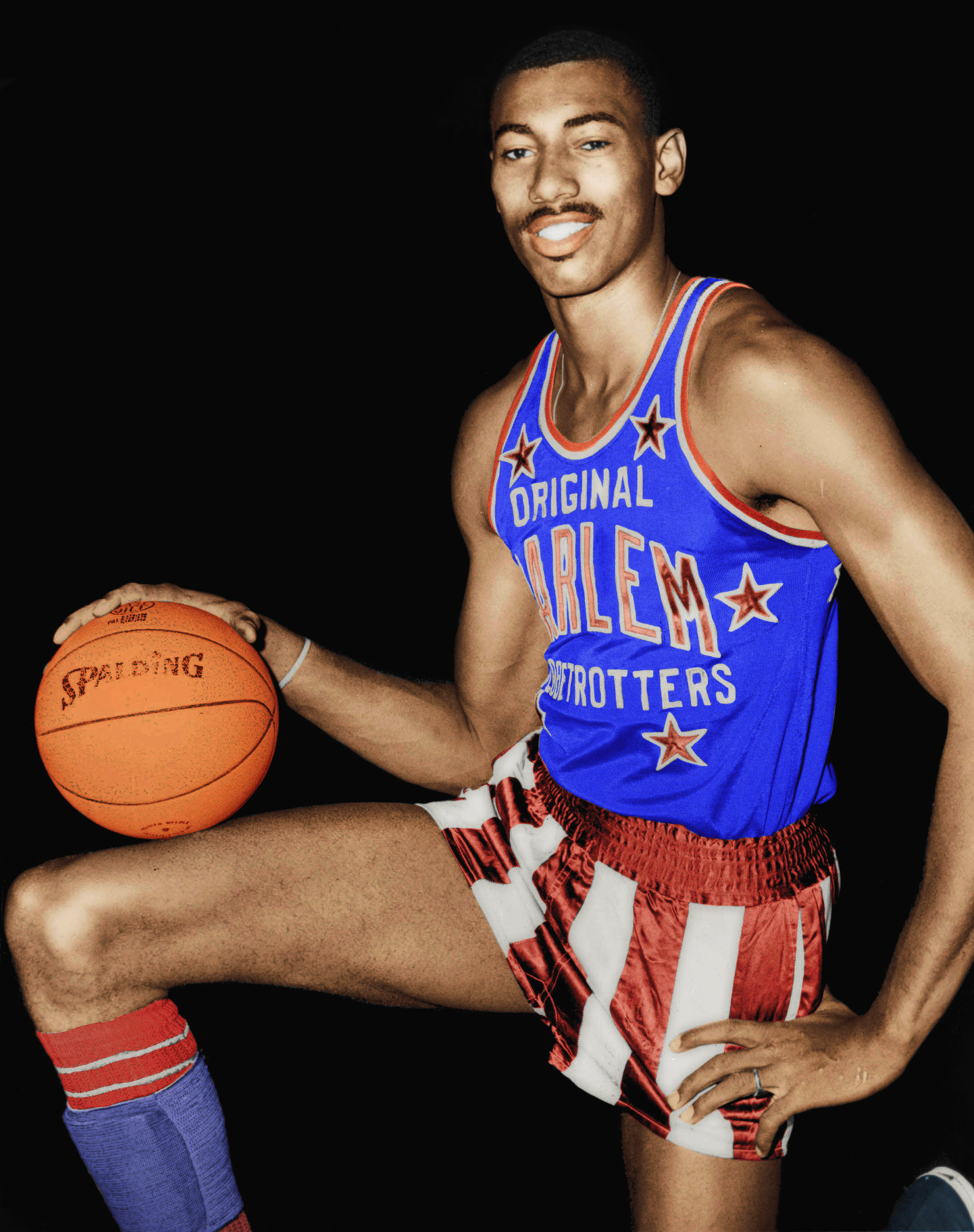
Wilt Chamberlain tiene las 7 mejores marcas de promedio de minutos jugados, y lideró la liga en 9 ocasiones.

En baloncesto, los minutos de juego durante un partido se contabilizan para las estadísticas. En la NBA comenzó a hacerse en la temporada 1951–52. En nueve ocasiones, el líder en minutos jugados marcó un registro de menos de 40 minutos por partido, y en ocho ocasiones la cifra superó los 46 minutos. Wilt Chamberlain tiene las siete mejores marcas de la Historia de la NBA, mientras que Nate "Tiny" Archibald es el otro jugador además de Chamberlain en superar los 46 minutos en una temporada. En la temporada 1961-62, Chamberlain promedió más de 48 minutos por partido, lo que significa que descansó menos minutos durante el año que los que añadió jugando prórrogas.
Chamberlain lideró la liga en minutos jugados en nueve ocasiones, seguido por Allen Iverson, en siete ocasiones, y Michael Finley en tres. Otros doce jugadores lideraron la liga en dos ocasiones, ocho de ellos en años consecutivos. Chamberlain tiene el récord de años consecutivos liderando la clasificación, seguido de Iverson con tres (en dos ocasiones). En 15 ocasiones un miembro de los San Francisco/Philadelphia/Golden State Warriors ha liderado la liga en minutos disputados.
En 16 de las 61 temporadas en las que se han contabilizado los minutos en las estadísticas, el líder de minutos por partido no coincidió con el líder de minutos totales. Larry Bird y Iverson fueron los únicos jugadores líderes en más de una ocasión en promedio que se vieron sobrepasados en minutos totales en varias ocasiones. Kevin Durant es el único jugador en liderar la liga en minutos totales sin terminar entre los tres primeros en promedio de minutos. Es también el único jugador que nunca lideró la clasificación en promedio, sin embargo sí lo hizo en varias ocasiones en minutos totales.

## Leyenda
|             |              | Jugador activo en la NBA                                           |                                                                    |                                                                    |                                                                    |                                                                    |
|             |              | Jugador miembro del Basketball Hall of Fame                        |                                                                    |                                                                    |                                                                    |                                                                    |
| Jugador (#) | Jugador (#)  | Indica el número de veces que el jugador fue líder de la categoría | Indica el número de veces que el jugador fue líder de la categoría | Indica el número de veces que el jugador fue líder de la categoría | Indica el número de veces que el jugador fue líder de la categoría | Indica el número de veces que el jugador fue líder de la categoría |
| Pos.        | Posición(es) | Posición(es)                                                       | B                                                                  | Base                                                               | E                                                                  | Escolta                                                            |
| A           | Alero        | Alero                                                              | AP                                                                 | Ala Pívot                                                          | P                                                                  | Pívot                                                              |

## Líderes en minutos

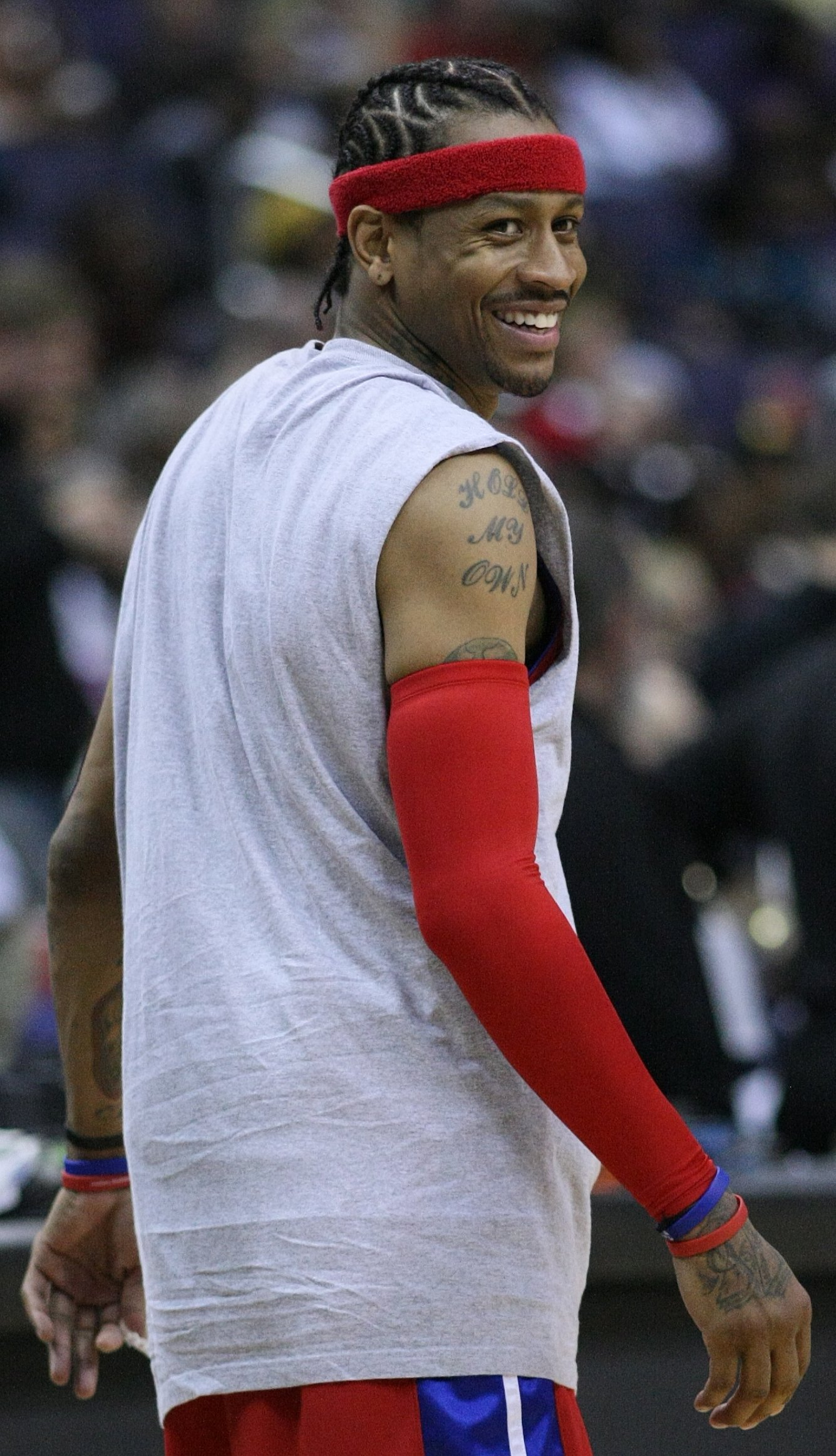
Allen Iverson lideró la liga en 7 ocasiones.

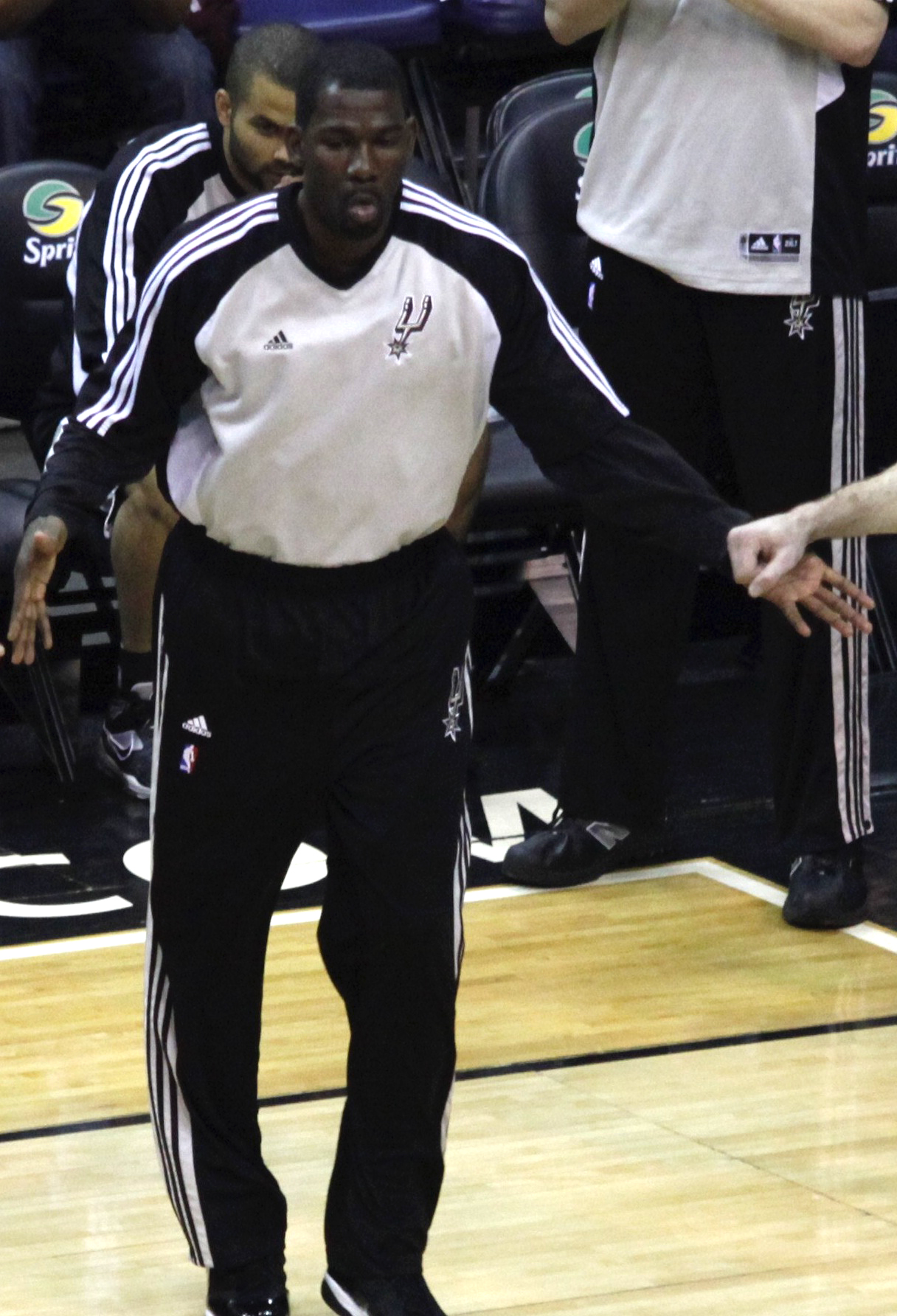
Michael Finley lideró la liga en 3 ocasiones.

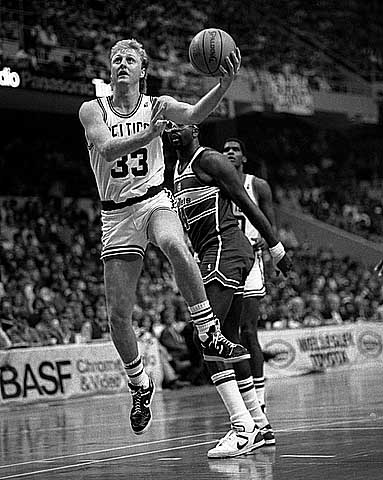
Larry Bird lideró la liga en promedio en 2 ocasiones, pero nunca en minutos totales.

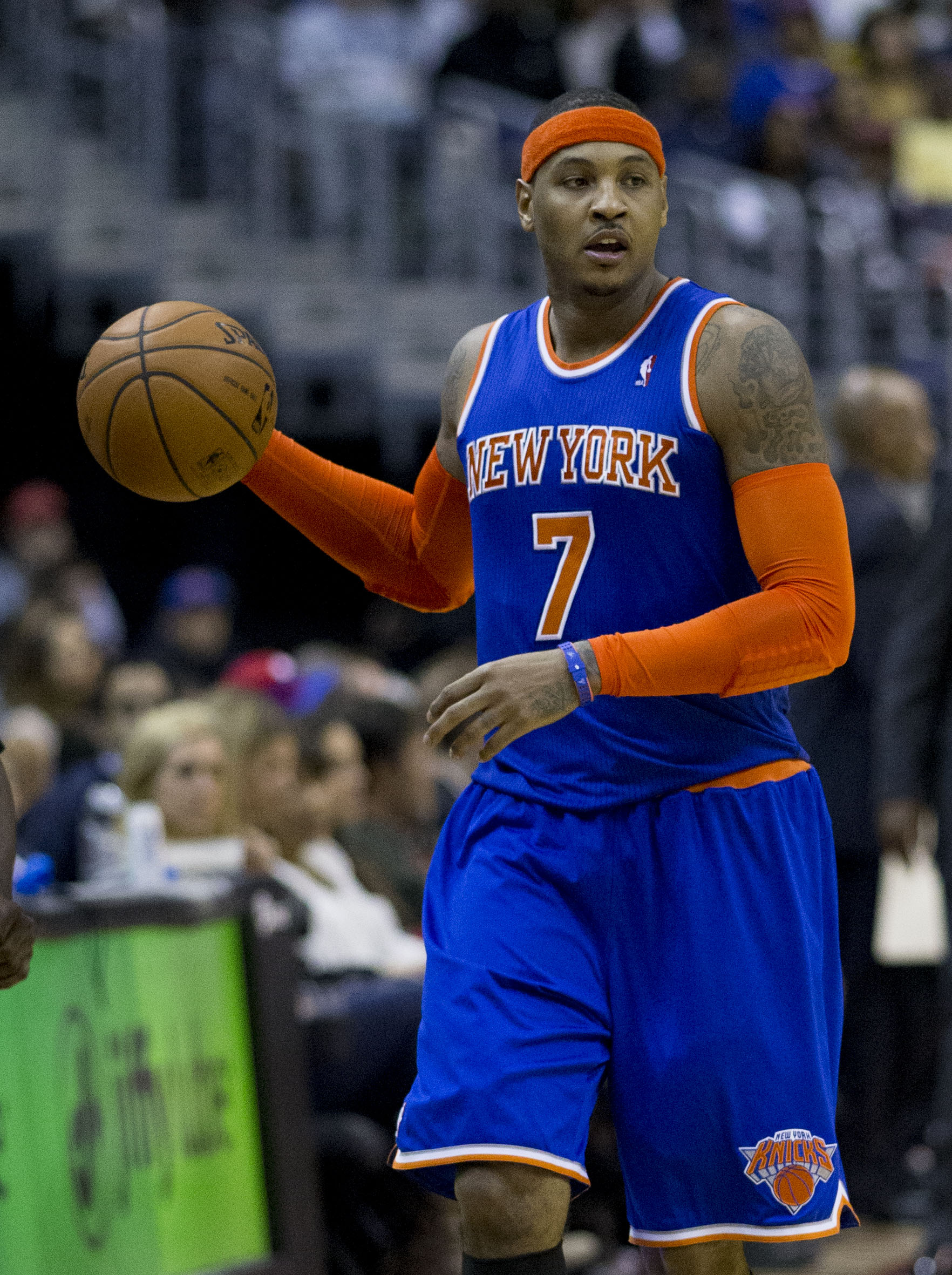
Carmelo Anthony lideró la liga en minutos por vez primera en su 12.ª temporada, la 2013-14.

| Temporada | Jugador               | Pos. | Equipo                            | Partidos jugador | Minutos totales | Minutos por partido | Ref.   |
| --------- | --------------------- | ---- | --------------------------------- | ---------------- | --------------- | ------------------- | ------ |
| 1951-52   | Paul Arizin           | E    | Philadelphia Warriors             | 66               | 2939            | 44.53               | [ 2 ]  |
| 1952-53   | Neil Johnston         | P    | Philadelphia Warriors             | 70               | 3166            | 45.23               | [ 3 ]  |
| 1953-54   | Neil Johnston (2)     | P    | Philadelphia Warriors             | 72               | 3296            | 45.78               | [ 3 ]  |
| 1954-55   | Paul Arizin (2)       | E    | Philadelphia Warriors             | 72               | 2953            | 41.01               | [ 2 ]  |
| 1955-56   | Jack George           | B    | Philadelphia Warriors             | 72               | 2840            | 39.44               | [ 4 ]  |
| 1956-57   | Dolph Schayes         | AP   | Syracuse Nationals                | 72               | 2851            | 39.60               | [ 5 ]  |
| 1957-58   | Dolph Schayes (2)     | AP   | Syracuse Nationals                | 72               | 2918            | 40.53               | [ 5 ]  |
| 1958-59   | Bill Russell          | P    | Boston Celtics                    | 70               | 2979            | 42.56               | [ 6 ]  |
| 1959-60   | Wilt Chamberlain      | P    | Philadelphia Warriors             | 72               | 3338            | 46.36               | [ 9 ]  |
| 1960-61   | Wilt Chamberlain (2)  | P    | Philadelphia Warriors             | 79               | 3773            | 47.76               | [ 9 ]  |
| 1961-62   | Wilt Chamberlain (3)  | P    | Philadelphia Warriors             | 80               | 3882            | 48.52               | [ 9 ]  |
| 1962-63   | Wilt Chamberlain (4)  | P    | San Francisco Warriors            | 80               | 3806            | 47.58               | [ 9 ]  |
| 1963-64   | Wilt Chamberlain (5)  | P    | San Francisco Warriors            | 80               | 3689            | 46.11               | [ 9 ]  |
| 1964-65   | Oscar Robertson       | B    | Cincinnati Royals                 | 75               | 3421            | 45.61               | [ 11 ] |
| 1965-66   | Wilt Chamberlain (6)  | P    | Philadelphia 76ers                | 79               | 3737            | 47.30               | [ 9 ]  |
| 1966-67   | Wilt Chamberlain (7)  | P    | Philadelphia 76ers                | 81               | 3682            | 45.46               | [ 9 ]  |
| 1967-68   | Wilt Chamberlain (8)  | P    | Philadelphia 76ers                | 82               | 3836            | 46.78               | [ 9 ]  |
| 1968-69   | Wilt Chamberlain (9)  | P    | Los Angeles Lakers                | 81               | 3669            | 45.30               | [ 9 ]  |
| 1969-70   | Elvin Hayes           | AP   | San Diego Rockets                 | 82               | 3665            | 44.70               | [ 12 ] |
| 1970-71   | John Havlicek         | E    | Boston Celtics                    | 81               | 3678            | 45.41               | [ 13 ] |
| 1971-72   | John Havlicek (2)     | E    | Boston Celtics                    | 82               | 3698            | 45.10               | [ 13 ] |
| 1972-73   | Nate "Tiny" Archibald | B    | Kansas City-Omaha Kings           | 80               | 3681            | 46.01               | [ 14 ] |
| 1973-74   | Elvin Hayes (2)       | AP   | Capital Bullets                   | 82               | 3665            | 44.47               | [ 12 ] |
| 1974-75   | Bob McAdoo            | AP   | Buffalo Braves                    | 82               | 3539            | 43.16               | [ 15 ] |
| 1975-76   | Bob McAdoo (2)        | AP   | Buffalo Braves                    | 78               | 3328            | 42.67               | [ 15 ] |
| 1976-77   | Pete Maravich         | B    | New Orleans Jazz                  | 73               | 3041            | 41.66               | [ 16 ] |
| 1977-78   | Truck Robinson        | AP   | New Orleans Jazz                  | 82               | 3638            | 44.37               | [ 17 ] |
| 1978-79   | Moses Malone          | P    | Houston Rockets                   | 82               | 3390            | 41.34               | [ 18 ] |
| 1979-80   | Norm Nixon            | B    | Los Angeles Lakers                | 82               | 3226            | 39.34               | [ 19 ] |
| 1980-81   | Adrian Dantley        | AP   | Utah Jazz                         | 80               | 3417            | 42.71               | [ 20 ] |
| 1981-82   | Moses Malone (2)      | P    | Houston Rockets                   | 81               | 3398            | 41.95               | [ 18 ] |
| 1982-83   | Kelly Tripucka        | E    | Detroit Pistons                   | 58               | 2252            | 38.83               | [ 21 ] |
| 1983-84   | Jeff Ruland           | P/A  | Washington Bullets                | 75               | 3082            | 41.09               | [ 22 ] |
| 1984-85   | Larry Bird            | A    | Boston Celtics                    | 80               | 3161            | 39.51               | [ 23 ] |
| 1985-86   | Maurice Cheeks        | B    | Philadelphia 76ers                | 82               | 3270            | 39.88               | [ 24 ] |
| 1986-87   | Larry Bird (2)        | A    | Boston Celtics                    | 74               | 3005            | 40.61               | [ 23 ] |
| 1987-88   | Michael Jordan        | E    | Chicago Bulls                     | 82               | 3311            | 40.38               | [ 25 ] |
| 1988-89   | Michael Jordan (2)    | E    | Chicago Bulls                     | 81               | 3255            | 40.19               | [ 25 ] |
| 1989-90   | Rodney McCray         | E    | Sacramento Kings                  | 82               | 3238            | 39.49               | [ 26 ] |
| 1990-91   | Chris Mullin          | E    | Golden State Warriors             | 82               | 3315            | 40.43               | [ 27 ] |
| 1991-92   | Chris Mullin (2)      | E    | Golden State Warriors             | 81               | 3346            | 41.31               | [ 27 ] |
| 1992-93   | Larry Johnson         | A    | Charlotte Hornets                 | 82               | 3323            | 40.52               | [ 28 ] |
| 1993-94   | Latrell Sprewell      | B    | Golden State Warriors             | 82               | 3533            | 43.09               | [ 29 ] |
| 1994-95   | Vin Baker             | A    | Milwaukee Bucks                   | 82               | 3361            | 40.99               | [ 30 ] |
| 1995-96   | Anthony Mason         | A    | New York Knicks                   | 82               | 3457            | 42.16               | [ 31 ] |
| 1996-97   | Anthony Mason (2)     | A    | Charlotte Hornets                 | 73               | 3143            | 43.05               | [ 31 ] |
| 1997-98   | Michael Finley        | B    | Dallas Mavericks                  | 82               | 3394            | 41.39               | [ 32 ] |
| 1998-99   | Allen Iverson         | B    | Philadelphia 76ers                | 48               | 1990            | 41.46               | [ 34 ] |
| 1999-00   | Michael Finley (2)    | B    | Dallas Mavericks                  | 82               | 3464            | 42.24               | [ 32 ] |
| 2000-01   | Michael Finley (3)    | B    | Dallas Mavericks                  | 82               | 3443            | 41.99               | [ 32 ] |
| 2001-02   | Allen Iverson (2)     | B    | Philadelphia 76ers                | 60               | 2622            | 43.70               | [ 34 ] |
| 2002-03   | Allen Iverson (3)     | B    | Philadelphia 76ers                | 82               | 3485            | 42.50               | [ 34 ] |
| 2003-04   | Allen Iverson (4)     | B    | Philadelphia 76ers                | 48               | 2040            | 42.50               | [ 34 ] |
| 2004-05   | LeBron James          | A    | Cleveland Cavaliers               | 80               | 3388            | 42.35               | [ 35 ] |
| 2005-06   | Allen Iverson (5)     | B    | Philadelphia 76ers                | 72               | 3103            | 43.10               | [ 34 ] |
| 2006-07   | Allen Iverson (6)     | B    | Philadelphia 76ers/Denver Nuggets | 65               | 2761            | 42.48               | [ 34 ] |
| 2007-08   | Allen Iverson (7)     | B    | Denver Nuggets                    | 82               | 3424            | 41.76               | [ 34 ] |
| 2008-09   | Andre Iguodala        | E    | Philadelphia 76ers                | 82               | 3269            | 39.87               | [ 36 ] |
| 2009-10   | Monta Ellis           | B    | Golden State Warriors             | 64               | 2647            | 41.36               | [ 37 ] |
| 2010-11   | Monta Ellis (2)       | B    | Golden State Warriors             | 80               | 3227            | 40.34               | [ 37 ] |
| 2011-12   | Luol Deng             | A    | Chicago Bulls                     | 54               | 2129            | 39.43               | [ 39 ] |
| 2012-13   | Luol Deng (2)         | A    | Chicago Bulls                     | 75               | 2903            | 38.71               | [ 39 ] |
| 2013-14   | Carmelo Anthony       | A    | New York Knicks                   | 77               | 2982            | 38.73               | [ 40 ] |
| 2014-15   | Jimmy Butler          | A    | Chicago Bulls                     | 65               | 2513            | 38.66               | [ 41 ] |
| 2015-16   | James Harden          | E    | Houston Rockets                   | 82               | 3125            | 38.11               | [ 42 ] |
| 2016-17   | LeBron James (2)      | A    | Cleveland Cavaliers               | 74               | 2794            | 37.76               | [ 35 ] |
| 2017-18   | LeBron James (3)      | A    | Cleveland Cavaliers               | 82               | 3026            | 36.90               | [ 35 ] |
| 2018-19   | Bradley Beal          | B    | Washington Wizards                | 82               | 3028            | 36.93               | [ 43 ] |
| 2019-20   | Damian Lillard        | B    | Portland Trail Blazers            | 66               | 2474            | 37.48               | [ 44 ] |
| 2020-21   | Julius Randle         | AP   | New York Knicks                   | 71               | 2666            | 37.55               | [ 45 ] |
| 2021-22   | Pascal Siakam         | AP   | Toronto Raptors                   | 68               | 2578            | 37.91               | [ 46 ] |
| 2022-23   | Pascal Siakam (2)     | AP   | Toronto Raptors                   | 71               | 2652            | 37.40               | [ 46 ] |
| 2023-24   | DeMar DeRozan         | E    | Chicago Bulls                     | 79               | 2989            | 37.84               | [ 47 ] |
| 2024-25   | Josh Hart             | A    | New York Knicks                   | 77               | 2897            | 37.62               | [ 48 ] |